# 이미은
이미은(본명 : 이미은, 1970년 7월 24일 ~ )은 대한민국의 배우이다.

## 학력
- 백석예술대학 호텔관광학과
- 세화여자고등학교

## 출연작

### 영화
- 《니 부모 얼굴이 보고 싶다》 (2022년) - 이든엄마 역
- 《썬더버드》 (2022년) - 미영 동료업자 역
- 《컨트롤》 (2016년) - 김교수 아내 역
- 《오징어》 (2016년) - 엄마 / 선주 역
- 《자물쇠 따는 방법》 (2016년) - 엄마 역
- 《사건기록》 (2015년) - 김교수 역
- 《물음표를 주세요》 (2010년) - 엄마 역
- 《껍데기》 (2009년)
- 《나타샤》 (2008년)
- 《최강 로맨스》 (2007년) - 여자 PD 역
- 《강적》 (2006년) - 마담 역
- 《말해봐 괜찮다고》 (2006년)
- 《풀장 속의 원숭이들》 (2005년) - 인간숙 역
- 《화기애애》 (2005년)
- 《강력3반》 (2005년) - 술집 마담 역
- 《귀신이 산다》 (2004년) - 전원주택 부인 역
- 《그녀를 믿지 마세요》 (2004년) - 미용사 역
- 《달 귀신 이야기》 (2003년) - 달 귀신 역
- 《폰》 (2002년) - 선배 부인 역
- 《원하는 대로》 (2002년) - 수림 역
- 《생활의 발견》 (2002년) - 오리배 타는 여자 역
- 《구멍》 (2000년) - 파티장 여자 역
- 《위험수위》 (1999년)

### 드라마
- 《고려거란전쟁》 (KBS, 2023년) - 김은부 처 역
- 《청춘월담》 (tvN, 2023년) - 성온 모 역
- 《금수저》 (mbc, 2022년) - 박장군 모 역
- 《안나》 (쿠팡플레이, 2022년)
- 《멘탈리스트》(HBO, 2021년) - 라영 모 역
- 《브람스를 좋아하세요》 (SBS, 2020년)
- 《슬기로운 의사생활》 (tvN, 2020년)
- 《열여덟의 순간》 (jtbc, 2019년) - 소예 모 역
- 《왕이 된 남자》 (tvN, 2019년) - 장 상궁 역
- 《고고송》 (cgntv, 2019년) - 노춘희 역
- 《대군 - 사랑을 그리다》 (TV조선, 2018년) - 나겸 모 역
- 《교회오빠의 연애QT》 (웹드라마, 2016년) - 허안나 역
- 《뷰티풀 마인드》 (KBS, 2016년) - 이건명 아내 역
- 《슴슴한 그대》 (EBS, 2014년) - 강미희(성태 모) 역
- 《귀신 보는 형사 처용》 (OCN, 2014년) - 박슬기의 어머니 역
- 《비밀》 (KBS, 2013년) - 양선희 교도관 역
- 《특수사건 전담반 TEN 2》 (OCN, 2013년) - 박수진 기자 역
- 《원더풀 마마》 (SBS, 2013년) - 김정숙 변호사 역
- 《백년의 유산》 (MBC, 2013년) - 설주고모 역
- 《해피앤드 101가지 부부이야기 - 앞치마를 두른 남자》 (채널A, 2012년) - 이연이 역
- 《뱀파이어 검사 2》 (OCN, 2012년)
- 《불굴의 며느리》 (MBC, 2011년) - 강나을 역
- 《웃어요, 엄마》 (SBS, 2010년) - 혜련 역
- 《된장 군과 낫토 짱의 결혼 전쟁》 (MBC, 2010년) - 김순남 역